# 卡特島

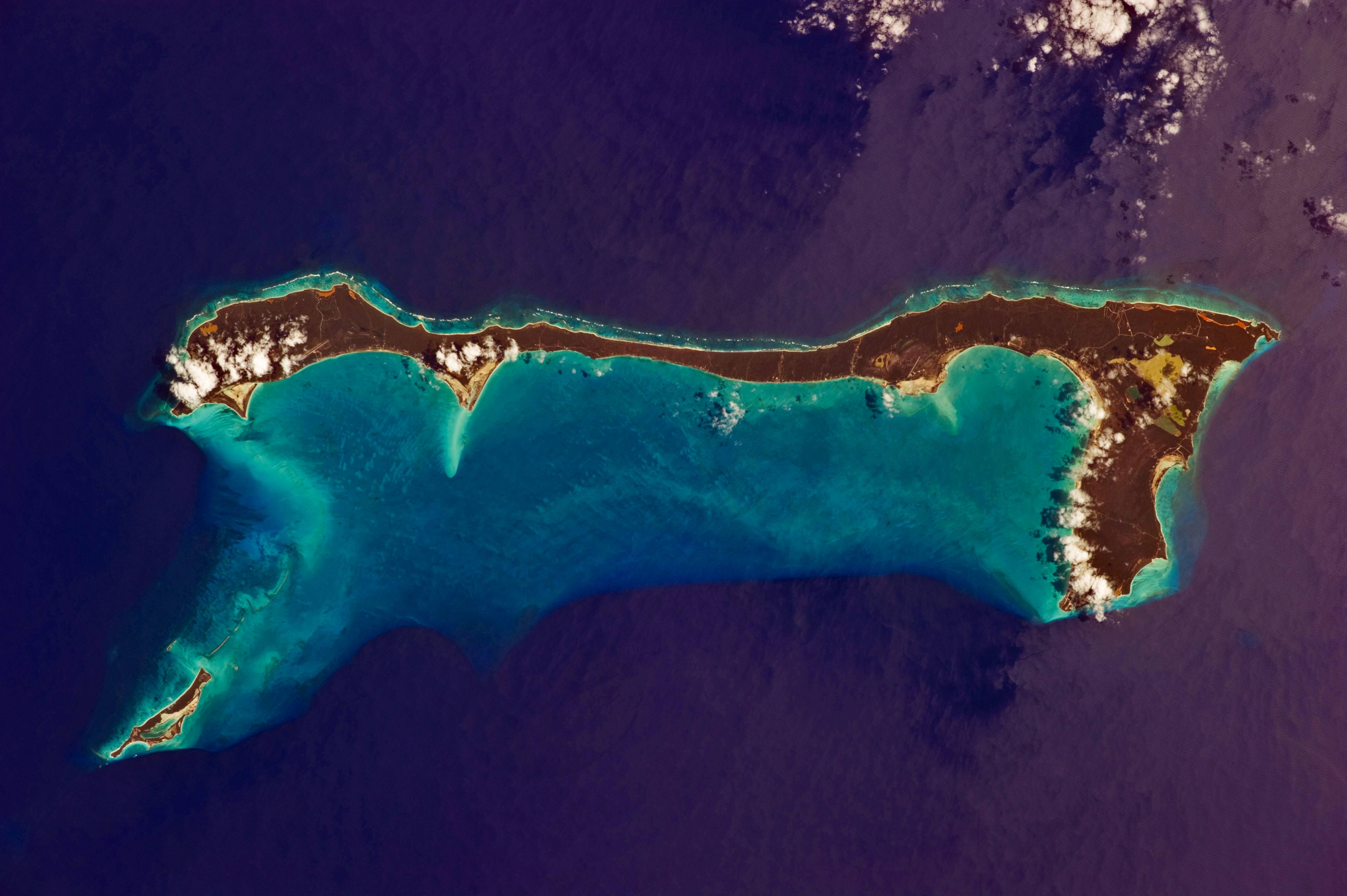

卡特島（英語：Cat Island）是巴哈馬的島嶼，位於該國中部的大西洋海域，長76.8公里、寬21.9公里，面積389平方公里，最高點海拔高度63米:1216。